# Hemicordulia toxopei
Hemicordulia toxopei là loài chuồn chuồn trong họ Corduliidae. Loài này được Lieftinck mô tả khoa học đầu tiên năm 1926.